# Định lý lớn Fermat

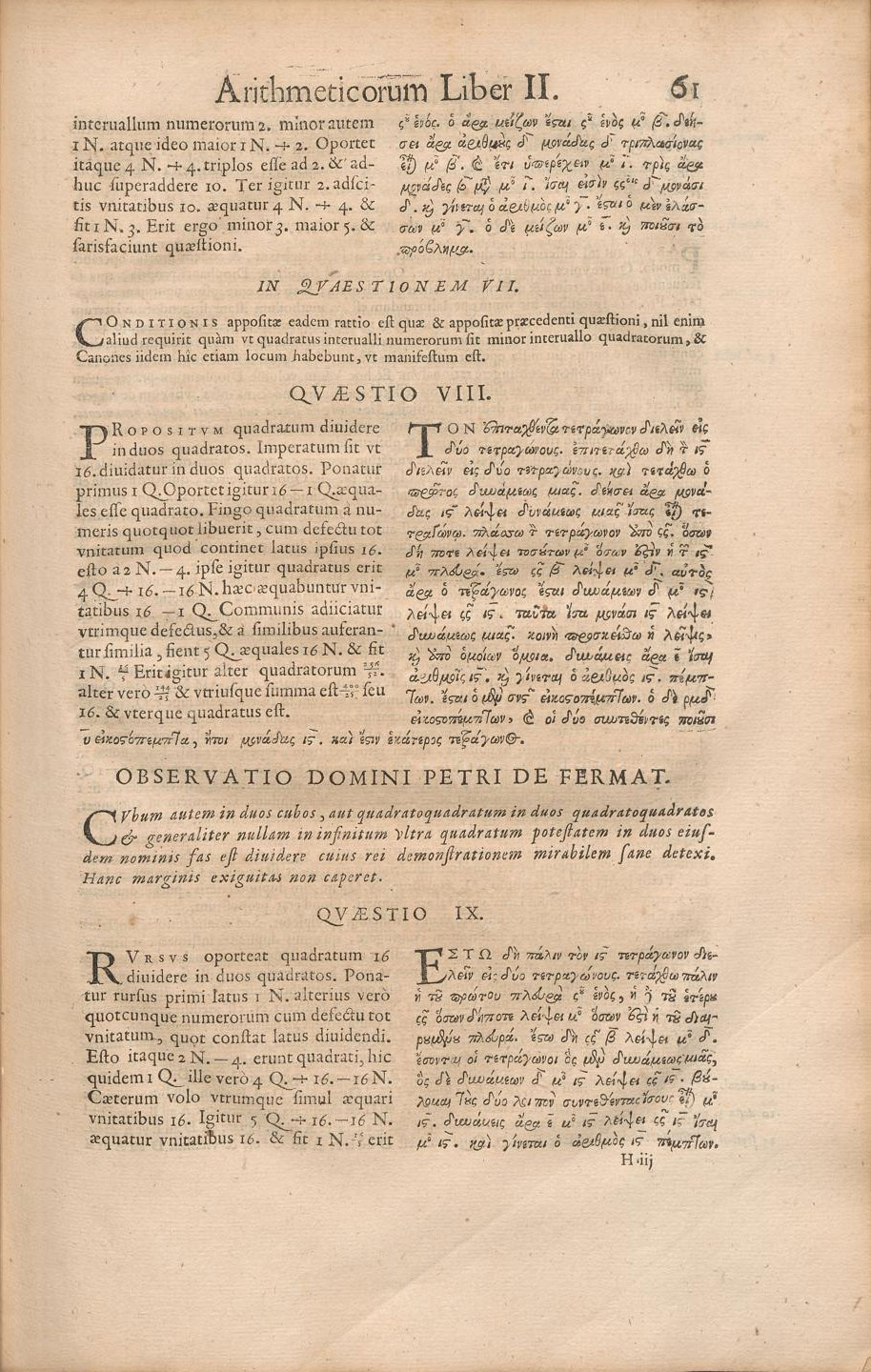
Bài toán II.8 trong Arithmetica của Diophantus, với chú giải của Fermat và sau đó trở thành định lý Fermat cuối cùng (ấn bản 1670)

Định lý cuối cùng của Fermat (hay còn gọi là định lý Fermat lớn) là một trong những định lý nổi tiếng trong lịch sử toán học. Định lý này phát biểu như sau:
Không tồn tại các nghiệm nguyên dương a, b, c thoả mãn an + bn = cn trong đó n là một số nguyên lớn hơn 2.
Định lý này đã làm khó không biết bao bộ óc vĩ đại của các nhà toán học lừng danh trong gần 4 thế kỉ. Cuối cùng nó được Andrew Wiles chứng minh vào năm 1993 sau gần 8 năm ròng nghiên cứu, phát triển từ chứng minh các giả thiết có liên quan. Tuy nhiên chứng minh này còn thiếu sót và đến năm 1995 Wiles mới hoàn tất, công bố chứng minh trọn vẹn sau 358 năm nỗ lực chứng minh của các nhà toán học. Bằng chứng được mô tả là một 'bước tiến tuyệt vời' trong trích dẫn cho giải thưởng Abel năm 2016. Bằng chứng của Định lý cuối cùng của Fermat cũng đã chứng minh được rất nhiều định lý module và mở ra toàn bộ các phương pháp tiếp cận mới cho nhiều vấn đề khác và nâng tầm kỹ thuật tính toán module. Những vấn đề chưa được giải quyết đã thúc đẩy sự phát triển của lý thuyết đại số ở thế kỉ 19 và sự chứng minh của định lý Module ở thế kỉ 20. Đây là định lý trứ danh nhất trong lịch sử toán học. Trước khi nó được chứng minh thì định lý đã được ghi vào sách kỷ lục Guinness thế giới như là một vấn đề toán học khó nhất mọi thời đại, một trong những lý do định lý này được gọi như vậy là vì có một lượng khổng lồ các bài chứng minh không thành công.

### Pythagoras và Diophantus

Định lý Pythagoras về tam giác vuông

## Quá trình giải của Andrew Wiles

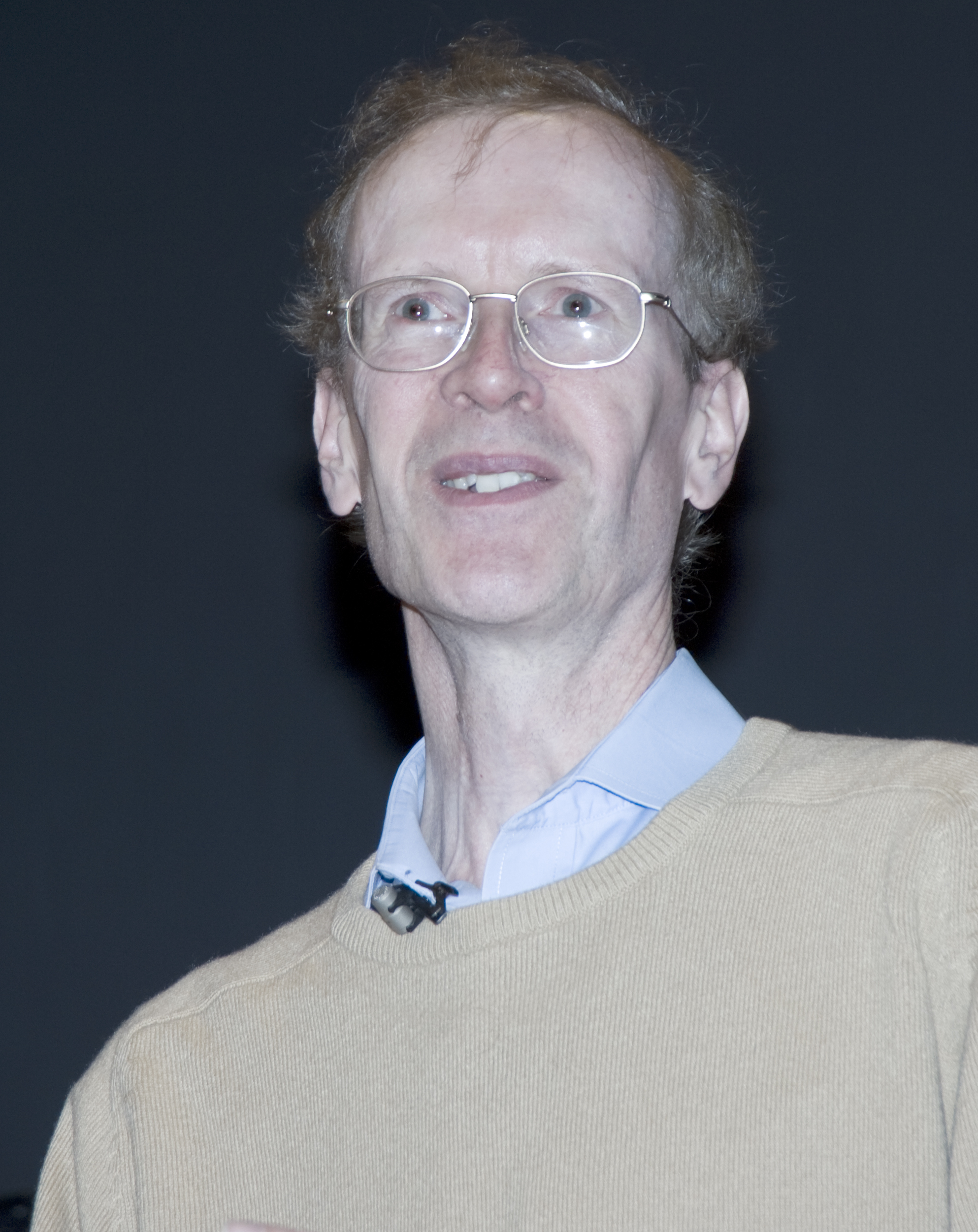
Andrew Wiles

## Tổng quan về định lý